# Empoli Football Club 2012-2013
Questa pagina raccoglie i dati riguardanti l'Empoli Football Club nelle competizioni ufficiali della stagione 2012-2013.

## Stagione
Nella stagione 2012-2013 l'Empoli affidato a Maurizio Sarri disputa il campionato di Serie B, nel girone di andata ha raccolto 31 punti in settima posizione, poi nel girone di ritorno ottiene ben 42 punti, che lo hanno portato alla quarta posizione finale. Sono saliti direttamente nella massima serie il Sassuolo e l'Hellas Verona, mentre il Livorno ha vinto i Play-off. Proprio battendo in finale l'Empoli. La squadra toscana nella semifinale Play-off ha superato il Novara, dovendosi così accontentare del quarto posto. Con 21 reti il miglior realizzatore empolese è stato Ciccio Tavano. Mentre nella Coppa Italia Empoli subito fuori, sconfitto (1-2) al Castellani dal Vicenza.

## Divise e sponsor
Lo sponsor tecnico per la stagione 2012-2013 è Royal Sport. Il primo sponsor è NGM Mobile, azienda di telefonia, mentre il secondo sponsor è la Computer Gross.
| Casa | Trasferta | Terza Divisa |

## Organigramma societario
Dal sito internet della società:
Area direttiva
- Presidente: Fabrizio Corsi
- Vicepresidente: Roberto Bitossi
- Amministratore delegato: Francesco Ghelfi
- Consigliere: Fabrizio Faraoni

Area organizzativa
- Direttore sportivo: Marcello Carli
- Segretario generale: Stefano Calistri
- Responsabile osservatori prima squadra: Roberto Tolomei
- Segretario sportivo: Graziano Billocci
- Responsabile settore giovanile: Massimiliano Cappellini
- Responsabile segreteria generale settore giovanile: Debora Catastini

Area comunicazione
- Responsabile area comunicazione e marketing: Gianni Assirelli
- Responsabile marketing: Gianmarco Lupi
- Responsabile biglietteria: Francesco Assirelli
- Responsabile sicurezza: Stefano Calistri

Area tecnica
- Allenatore: Maurizio Sarri
- Allenatore in seconda: Francesco Calzona
- Collaboratore 1ª squadra: Giovanni Martusciello
- Preparatore dei portieri: Mauro Marchisio
- Preparatore atletico: Claudio Selmi

Area sanitaria
- Responsabile medico: dott. Giovanni Falai
- Medico sociale: dott. Luigi Caselli
- Massaggiatori: Fabrizio Calattini, Simone Capaccioli

## Rosa
In corsivo i calciatori non facenti più parte della rosa, ma iscritti a referto durante la stagione.
| N. |                       | Ruolo | Calciatore                       |
| -- | --------------------- | ----- | -------------------------------- |
| 1  | Italia (bandiera)     | P     | Renato Dossena                   |
| 2  | Francia (bandiera)    | D     | Vincent Laurini                  |
| 3  | Italia (bandiera)     | D     | Samuele Romeo                    |
| 4  | Italia (bandiera)     | C     | Roberto Guitto                   |
| 4  | Francia (bandiera)    | D     | Guillaume Gigliotti              |
| 5  | Italia (bandiera)     | C     | Davide Moro (capitano)           |
| 6  | Italia (bandiera)     | C     | Mirko Valdifiori                 |
| 7  | Italia (bandiera)     | C     | Flavio Lazzari                   |
| 7  | Italia (bandiera)     | A     | Massimo Maccarone                |
| 8  | Italia (bandiera)     | A     | Riccardo Saponara                |
| 9  | Italia (bandiera)     | A     | Claudio Coralli                  |
| 10 | Italia (bandiera)     | A     | Francesco Tavano (vice capitano) |
| 11 | Italia (bandiera)     | C     | Daniele Croce                    |
| 12 | Italia (bandiera)     | P     | Matteo Ricci                     |
| 13 | Italia (bandiera)     | D     | Vasco Regini                     |
| 14 | Italia (bandiera)     | D     | Francesco Pratali                |
| 15 | Italia (bandiera)     | D     | Simone Pecorini                  |
| 16 | Portogallo (bandiera) | D     | Ricardo Ferreira                 |
| 17 | Georgia (bandiera)    | A     | Irakli Shekiladze                |

| N. |                           | Ruolo | Calciatore           |
| -- | ------------------------- | ----- | -------------------- |
| 18 | Venezuela (bandiera)      | C     | Franco Signorelli    |
| 19 | Georgia (bandiera)        | A     | Levan Mch'edlidze    |
| 20 | Italia (bandiera)         | A     | Manuel Pucciarelli   |
| 21 | Italia (bandiera)         | C     | Leonardo Spinazzola  |
| 22 | Italia (bandiera)         | P     | Alberto Pelagotti    |
| 23 | Albania (bandiera)        | D     | Elseid Hysaj         |
| 24 | Costa d'Avorio (bandiera) | D     | Dramane Konate       |
| 25 | Italia (bandiera)         | D     | Daniele Mori         |
| 26 | Italia (bandiera)         | D     | Lorenzo Tonelli      |
| 27 | Italia (bandiera)         | C     | Cristiano Camillucci |
| 28 | Italia (bandiera)         | A     | Sacha Cori           |
| 28 | Italia (bandiera)         | C     | Giacomo Casoli       |
| 29 | Italia (bandiera)         | C     | Andrea Cristiano     |
| 30 | Italia (bandiera)         | A     | Filippo Boniperti    |
| 31 | Costa d'Avorio (bandiera) | C     | Ives Benoit Bationo  |
| 32 | Italia (bandiera)         | D     | Pietro Accardi       |
| 33 | Italia (bandiera)         | P     | Francesco Pacini     |
| 34 | Italia (bandiera)         | P     | Davide Bassi         |

## Calciomercato

### Sessione estiva(dal 01/07 al 31/08)
| Acquisti | Acquisti             | Acquisti    | Acquisti                      |
| R.       | Nome                 | da          | Modalità                      |
| -------- | -------------------- | ----------- | ----------------------------- |
| P        | Davide Bassi         | Sassuolo    | fine prestito                 |
| P        | Francesco Gaffino    | Pistoiese   | fine prestito                 |
| D        | Samuele Romeo        | Sorrento    | definitivo                    |
| D        | Alessandro Videtta   | Venezia     | fine prestito                 |
| D        | Simone Pecorini      | Inter       | prestito                      |
| D        | Ricardo Ferriera     | Milan       | prestito                      |
| D        | Guillaume Gigliotti  | Novara      | definitivo                    |
| D        | Vincent Laurini      | Carpi       | compartecipazione             |
| D        | Francesco Pratali    | Torino      | definitivo                    |
| C        | Ives Benoit Bationo  | Parma       | prestito                      |
| C        | Cristiano Camillucci | Sorrento    | definitivo                    |
| C        | Andrea Cristiano     | AlbinoLeffe | prestito                      |
| C        | Daniele Croce        | Sorrento    | definitivo                    |
| C        | Leonardo Spinazzola  | Juventus    | prestito                      |
| C        | Manuel Pucciarelli   | Gavorrano   | riscatto comp.                |
| A        | Filippo Boniperti    | Juventus    | prestito                      |
| A        | Salvatore Caturano   | Foligno     | risoluzione consensuale comp. |
| A        | Sacha Cori           | Cesena      | prestito                      |
| A        | Claudio Coralli      | Cremonese   | fine prestito                 |

| Cessioni | Cessioni           | Cessioni         | Cessioni          |
| R.       | Nome               | a                | Modalità          |
| -------- | ------------------ | ---------------- | ----------------- |
| P        | Francesco Gaffino  | Borgo a Buggiano | prestito          |
| P        | Jacopo Furlan      | Viareggio        | prestito          |
| D        | Ricardo Chará      | Udinese          | riscatto comp.    |
| D        | Marco Gorzegno     | -                | fine contratto    |
| D        | Daniele Ficagna    | -                | fine contratto    |
| D        | Gregorio Mazzanti  | Gavorrano        | compartecipazione |
| D        | Luan Menegaz       | Barletta         | prestito          |
| D        | Lorenzo Stovini    | -                | fine contratto    |
| D        | Alessandro Vinci   | -                | fine contratto    |
| D        | Alessandro Videtta | Treviso          | prestito          |
| C        | Gastón Brugman     | -                | fine contratto    |
| C        | Antonio Buscè      | -                | fine contratto    |
| C        | Manuel Coppola     | Parma            | fine prestito     |
| C        | Marco Gallozzi     | Chievo           | fine prestito     |
| C        | Roberto Guitto     | Sorrento         | definitivo        |
| C        | Flavio Lazzari     | Novara           | definitivo        |
| C        | Ze Eduardo         | Parma            | fine prestito     |
| A        | Stefano Castellani | Barletta         | prestito          |
| A        | Salvatore Caturano | Paganese         | compartecipazione |
| A        | Nicolao Dumitru    | Napoli           | fine prestito     |

### Trasferimenti tra le due sessioni
| Acquisti | Acquisti       | Acquisti   | Acquisti   |
| R.       | Nome           | da         | Modalità   |
| -------- | -------------- | ---------- | ---------- |
| D        | Pietro Accardi | svincolato | definitivo |

### Sessione invernale(dall'2/1 al 31/1)
| Acquisti | Acquisti         | Acquisti | Acquisti      |
| R.       | Nome             | da       | Modalità      |
| -------- | ---------------- | -------- | ------------- |
| C        | Ronaldo          | Grosseto | definitivo    |
| C        | Leonardo Bianchi | Pisa     | fine prestito |
| C        | Giacomo Casoli   | Spezia   | prestito      |

| Cessioni | Cessioni            | Cessioni    | Cessioni      |
| R.       | Nome                | a           | Modalità      |
| -------- | ------------------- | ----------- | ------------- |
| D        | Simone Pecorini     | Inter       | fine prestito |
| C        | Ronaldo             | Catanzaro   | prestito      |
| C        | Leonardo Bianchi    | Rimini      | prestito      |
| C        | Andrea Cristiano    | AlbinoLeffe | fine prestito |
| C        | Leonardo Spinazzola | Juventus    | fine prestito |
| A        | Sacha Cori          | Cesena      | fine prestito |
| A        | Filippo Boniperti   | Juventus    | fine prestito |

## Risultati

### Serie B

#### Girone d'andata
| Arbitro: | Nasca (Bari) |

|                        |           |              |
| Pucciarelli 11’ (rig.) | Marcatori | 55’ Ceravolo |

| Arbitro: | Palazzino (Ciampino) |

|                                  |           |                   |
| Ghiringhelli 29’ P. González 81’ | Marcatori | 48’, 70’ Saponara |

| Arbitro: | Gavillucci (Latina) |

|  |           |                        |
|  | Marcatori | 8’, 15’, 39’ Pavoletti |

| Arbitro: | Tommasi (Bassano del Grappa) |

|                                                   |           |                         |
| Siligardi 8’ Emerson 64’ Paulinho 79’ Bigazzi 86’ | Marcatori | 69’ Cori 91’ Spinazzola |

| Arbitro: | Manganiello (Pinerolo) |

|  |           |                                |
|  | Marcatori | 16’ (aut.) Pratali 87’ Dumitru |

| Arbitro: | Giancola (Vasto) |

|                  |           |  |
| Viviani 39’, 62’ | Marcatori |  |

| Arbitro: | Ciampi (Roma) |

|              |           |           |
| Maccarone 7’ | Marcatori | 19’ Lasik |

| Arbitro: | Candussio (Cervignano del Friuli) |

|                        |           |                   |
| Ebagua 14’ (rig.), 48’ | Marcatori | 12’, 96’ Saponara |

| Arbitro: | Di Paolo (Avezzano) |

|  |           |                                    |
|  | Marcatori | 35’ Zaza 39’ Feczesin 83’ G. Russo |

| Arbitro: | Mariani (Aprilia) |

|  |           |                                             |
|  | Marcatori | 19’ Maccarone 45+3’ Saponara 69’ Signorelli |

| Arbitro: | Roca (Foggia) |

|                                                            |           |                        |
| Andelkovic 34’ (aut.) Tavano 35’ Maccarone 61’ D. Moro 86’ | Marcatori | 63’ Stanco 73’ Moretti |

| Arbitro: | Palazzino (Ciampino) |

|                           |           |                                    |
| Dos Santos 3’ Bellomo 22’ | Marcatori | 57’ Tavano 73’ Pratali 86’ Tonelli |

| Arbitro: | Pairetto (Nichelino) |

|                           |           |                |
| Tonelli 14’ Maccarone 62’ | Marcatori | 55’ M. Scaglia |

| Arbitro: | Castrignanò (Brindisi) |

|                               |           |                          |
| Gabionetta 41’, 49’ Calil 76’ | Marcatori | 21’ Maccarone 71’ Tavano |

| Arbitro: | Cervellera (Taranto) |

|                             |           |                         |
| Tavano 47’, 61’ D. Moro 59’ | Marcatori | 2’ Lupoli 71’ Antonazzo |

| Arbitro: | Borriello (Mantova) |

|             |           |                         |
| Caserta 10’ | Marcatori | 80’ Tavano 90’ Saponara |

| Arbitro: | Mariani (Aprilia) |

|                                |           |                    |
| Saponara 36’ Tavano 70’ (rig.) | Marcatori | 25’, 40’ Sansovini |

| Arbitro: | Manganiello (Pinerolo) |

|               |           |                                   |
| Rodriguez 48’ | Marcatori | 3’ Croce 7’ Valdifiori 13’ Tavano |

| Arbitro: | Pasqua (Tivoli) |

|                            |           |  |
| Tonelli 49’ Signorelli 67’ | Marcatori |  |

| Cittadella 23 dicembre 2012, ore 15:00 UTC+1 20ª giornata | Cittadella           | 0 – 0 referto | Empoli | Stadio Piercesare Tombolato (1.898 spett.)\| Arbitro: \| Pairetto (Nichelino) \| |
| Arbitro:                                                  | Pairetto (Nichelino) |               |        |                                                                                  |

| Arbitro: | Nasca (Bari) |

|              |           |                   |
| Saponara 57’ | Marcatori | 96’ L. Ceccarelli |

#### Girone di ritorno
| Arbitro: | Candussio (Cervignano del Friuli) |

|  |           |                                      |
|  | Marcatori | 30’ (rig.), 68’ Tavano 87’ Maccarone |

| Arbitro: | La Penna (Roma) |

|  |           |                             |
|  | Marcatori | 69’ Lepiller 93’ F. Lazzari |

| Arbitro: | Mariani (Aprilia) |

|                      |           |            |
| Terranova 67’ (rig.) | Marcatori | 77’ Regini |

| Arbitro: | Tommasi (Bassano del Grappa) |

|                        |           |                   |
| Tavano 35’ Pratali 86’ | Marcatori | 17’ Schiattarella |

| Terni 16 febbraio 2013, ore 15:00 UTC+1 26ª giornata | Ternana               | 0 – 0 referto | Empoli | Stadio Libero Liberati (5.098 spett.)\| Arbitro: \| Abbattista (Molfetta) \| |
| Arbitro:                                             | Abbattista (Molfetta) |               |        |                                                                              |

| Arbitro: | Pasqua (Tivoli) |

|               |           |            |
| Maccarone 26’ | Marcatori | 44’ Farias |

| Arbitro: | Di Paolo (Avezzano) |

|  |           |                             |
|  | Marcatori | 4’ Saponara 16’, 46’ Tavano |

| Arbitro: | Merchiori (Ferrara) |

|                                   |           |             |
| Maccarone 11’, 25’ Signorelli 89’ | Marcatori | 64’ Zecchin |

| Arbitro: | Fabbri (Ravenna) |

|          |           |                    |
| Zaza 54’ | Marcatori | 21’, 39’ Maccarone |

| Arbitro: | Roca (Foggia) |

|                |           |                   |
| Tavano 8’, 36’ | Marcatori | 10’, 35’ Plasmati |

| Arbitro: | Pairetto (Nichelino) |

|                              |           |                                |
| Ardemagni 38’ Anđelković 86’ | Marcatori | 13’, 74’ Maccarone 44’ D. Moro |

| Arbitro: | Candussio (Cervignano del Friuli) |

|  |           |            |
|  | Marcatori | 64’ Romizi |

| Arbitro: | La Penna (Roma) |

|  |           |                   |
|  | Marcatori | 59’ (rig.) Tavano |

| Empoli 6 aprile 2013, ore 15:00 CEST 35ª giornata | Empoli                 | 0 – 0 referto | Crotone | Stadio Carlo Castellani\| Arbitro: \| Manganiello (Pinerolo) \| |
| Arbitro:                                          | Manganiello (Pinerolo) |               |         |                                                                 |

| Arbitro: | Gavillucci (Latina) |

|                                                 |           |  |
| Saponara 27’, 58’ Tavano 36’, 68’ Maccarone 73’ | Marcatori |  |

| Arbitro: | Nasca (Bari) |

|                                           |           |  |
| Antenucci 12’ Okaka 40’ D. Di Gennaro 66’ | Marcatori |  |

| Arbitro: | Cervellera (Taranto) |

|                   |           |  |
| Tavano 31’ (rig.) | Marcatori |  |

| Arbitro: | Giancola (Vasto) |

|               |           |                                                |
| N. Rigoni 45’ | Marcatori | 24’, 34’ Tavano 28’ Tonelli 29’, 35’ Maccarone |

| Arbitro: | Mariani (Aprilia) |

|           |           |  |
| Croce 57’ | Marcatori |  |

| Verona 18 maggio 2013, ore 15:00 CEST 42ª giornata | Verona        | 0 – 0 referto | Empoli | Stadio Marcantonio Bentegodi (24.779 spett.)\| Arbitro: \| Ciampi (Roma) \| |
| Arbitro:                                           | Ciampi (Roma) |               |        |                                                                             |

### Play-off

#### Semifinali
| Arbitro: | Candussio (Cervignano del Friuli) |

|                      |           |              |
| Buzzegoli 38’ (rig.) | Marcatori | 3’ Maccarone |

| Arbitro: | Mariani (Aprilia) |

|                                                |           |               |
| Tavano 18’ Saponara 22’, 70’ Mch'edlidze 90+3’ | Marcatori | 37’ Seferović |

#### Finali
| Arbitro: | Irrati (Pistoia) |

|            |           |            |
| Tavano 30’ | Marcatori | 72’ Duncan |

| Arbitro: | Tommasi (Bassano del Grappa) |

|              |           |  |
| Paulinho 32’ | Marcatori |  |

### Coppa Italia
| Arbitro: | Velotto (Grosseto) |

|             |           |                                  |
| D. Moro 63’ | Marcatori | 47’ (aut.) S. Romeo 84’ Maiorino |

## Statistiche

### Statistiche di squadra
Aggiornate al 9 marzo 2013
| Competizione | Punti | In casa | In casa | In casa | In casa | In casa | In casa | In trasferta | In trasferta | In trasferta | In trasferta | In trasferta | In trasferta | Totale | Totale | Totale | Totale | Totale | Totale |
| Competizione | Punti | G       | V       | N       | P       | Gf      | Gs      | G            | V            | N            | P            | Gf           | Gs           | G      | V      | N      | P      | Gf     | Gs     |
| ------------ | ----- | ------- | ------- | ------- | ------- | ------- | ------- | ------------ | ------------ | ------------ | ------------ | ------------ | ------------ | ------ | ------ | ------ | ------ | ------ | ------ |
| Serie B      | 73    | 21      | 9       | 7       | 5       | 31      | 26      | 21           | 11           | 6            | 4            | 38           | 25           | 42     | 20     | 13     | 9      | 69     | 51     |
| Coppa Italia |       | 1       | 0       | 0       | 1       | 1       | 2       | 0            | 0            | 0            | 0            | 0            | 0            | 1      | 0      | 0      | 1      | 1      | 2      |
| Totale       |       | 22      | 9       | 7       | 6       | 32      | 28      | 21           | 11           | 6            | 4            | 38           | 25           | 43     | 20     | 13     | 10     | 70     | 53     |

### Statistiche dei giocatori
Aggiornate al 3 giugno 2013
| Giocatore      | Serie B  | Serie B | Serie B     | Serie B    | Coppa Italia | Coppa Italia | Coppa Italia | Coppa Italia | Totale   | Totale | Totale      | Totale     |
| Giocatore      | Presenze | Reti    | Ammonizioni | Espulsioni | Presenze     | Reti         | Ammonizioni  | Espulsioni   | Presenze | Reti   | Ammonizioni | Espulsioni |
| -------------- | -------- | ------- | ----------- | ---------- | ------------ | ------------ | ------------ | ------------ | -------- | ------ | ----------- | ---------- |
| P. Accardi     | 14       | 0       | 3           | 0          | 0            | 0            | 0            | 0            | 14       | 0      | 3           | 0          |
| D. Bassi       | 30       | -29     | 0           | 0          | 0            | 0            | 0            | 0            | 30       | -29    | 0           | 0          |
| B. Bationo     | 3        | 0       | 1           | 0          | 0            | 0            | 0            | 0            | 3        | 0      | 1           | 0          |
| F. Boniperti   | 0        | 0       | 0           | 0          | 0            | 0            | 0            | 0            | 0        | 0      | 0           | 0          |
| G. Casoli      | 10       | 0       | 1           | 0          | 0            | 0            | 0            | 0            | 10       | 0      | 1           | 0          |
| C. Camillucci  | 10       | 0       | 1           | 0          | 0            | 0            | 0            | 0            | 10       | 0      | 1           | 0          |
| C. Coralli     | 1        | 0       | 0           | 0          | 1            | 0            | 0            | 0            | 2        | 0      | 0           | 0          |
| S. Cori        | 8        | 1       | 0           | 0          | 1            | 0            | 0            | 0            | 9        | 1      | 0           | 0          |
| A. Cristiano   | 12       | 0       | 1           | 0          | 0            | 0            | 0            | 0            | 12       | 0      | 1           | 0          |
| D. Croce       | 31       | 2       | 6           | 0          | 0            | 0            | 0            | 0            | 31       | 2      | 6           | 0          |
| R. Dossena     | 10       | -20     | 0           | 0          | 1            | -2           | 0            | 0            | 11       | -22    | 0           | 0          |
| R. Ferreira    | 4        | 0       | 1           | 0          | 1            | 0            | 0            | 0            | 5        | 0      | 1           | 0          |
| G. Gigliotti   | 1        | 0       | 0           | 0          | 0            | 0            | 0            | 0            | 1        | 0      | 0           | 0          |
| R. Guitto      | 0        | 0       | 0           | 0          | 1            | 0            | 0            | 0            | 1        | 0      | 0           | 0          |
| E. Hysaj       | 30       | 0       | 7           | 0          | 1            | 0            | 0            | 0            | 31       | 0      | 7           | 0          |
| D. Konate      | 0        | 0       | 0           | 0          | 0            | 0            | 0            | 0            | 0        | 0      | 0           | 0          |
| F. Lazzari     | 1        | 0       | 1           | 0          | 1            | 0            | 0            | 0            | 2        | 0      | 1           | 0          |
| V. Laurinì     | 33       | 0       | 7           | 0          | 0            | 0            | 0            | 0            | 33       | 0      | 7           | 0          |
| M. Maccarone   | 39       | 17      | 6           | 0          | 0            | 0            | 0            | 0            | 39       | 17     | 6           | 0          |
| L. Mch'edlidze | 18       | 0       | 2           | 0          | 0            | 0            | 0            | 0            | 18       | 0      | 2           | 0          |
| D. Mori        | 1        | 0       | 0           | 0          | 0            | 0            | 0            | 0            | 1        | 0      | 0           | 0          |
| D. Moro        | 39       | 3       | 13          | 1          | 1            | 1            | 1            | 0            | 40       | 4      | 14          | 1          |
| F. Pacini      | 0        | 0       | 0           | 0          | 0            | 0            | 0            | 0            | 0        | 0      | 0           | 0          |
| A. Pelagotti   | 3        | -2      | 0           | 1          | 0            | 0            | 0            | 0            | 3        | -2     | 0           | 1          |
| F. Pratali     | 19       | 2       | 6           | 0          | 0            | 0            | 0            | 0            | 19       | 2      | 6           | 0          |
| S. Pecorini    | 3        | 0       | 0           | 0          | 0            | 0            | 0            | 0            | 3        | 0      | 0           | 0          |
| M. Pucciarelli | 18       | 1       | 0           | 0          | 1            | 0            | 0            | 0            | 19       | 1      | 0           | 0          |
| V. Regini      | 41       | 1       | 3           | 0          | 1            | 0            | 0            | 0            | 42       | 1      | 3           | 0          |
| M. Ricci       | 0        | 0       | 0           | 0          | 0            | 0            | 0            | 0            | 0        | 0      | 0           | 0          |
| S. Romeo       | 16       | 0       | 2           | 1          | 1            | 0            | 0            | 0            | 17       | 0      | 2           | 1          |
| R. Saponara    | 36       | 11      | 6           | 0          | 0            | 0            | 0            | 0            | 36       | 11     | 6           | 0          |
| I. Shekiladze  | 8        | 0       | 0           | 0          | 0            | 0            | 0            | 0            | 8        | 0      | 0           | 0          |
| F. Signorelli  | 34       | 3       | 2           | 1          | 0            | 0            | 0            | 0            | 34       | 3      | 2           | 1          |
| L. Spinazzola  | 7        | 1       | 0           | 0          | 1            | 0            | 0            | 0            | 8        | 1      | 0           | 0          |
| F. Tavano      | 36       | 21      | 2           | 0          | 0            | 0            | 0            | 0            | 36       | 21     | 2           | 0          |
| L. Tonelli     | 36       | 4       | 4           | 0          | 1            | 0            | 0            | 0            | 37       | 4      | 4           | 0          |
| M. Valdifiori  | 37       | 1       | 16          | 1          | 1            | 0            | 0            | 0            | 38       | 1      | 16          | 1          |

- In corsivo i giocatori non facenti più parte della rosa.